# Pseudotaxiphyllum arquifolium
Pseudotaxiphyllum arquifolium là một loài Rêu trong họ Plagiotheciaceae. Loài này được (Bosch & Sande Lac.) Z. Iwats. miêu tả khoa học đầu tiên năm 1987.